# The Two Orphans
The Two Orphans er en amerikansk stumfilm fra 1915 af Herbert Brenon.

## Medvirkende
- Theda Bara som Henriette
- Jean Sothern som Louise
- William E. Shay som Chevalier de Vaudrey
- Herbert Brenon som Pierre
- Gertrude Berkeley som Frochard